# Teruhisa Suzuki
Teruhisa Suzuki, est un artiste japonais né le 5 mars 1956 à Shizuoka, au Japon. Il vit et travaille à Ermont, en France et est diplômé de l’Ecole Toyo des beaux-arts de Tokyo. Il obtient sa bourse d’étude à Paris en 1982. On peut le rattacher au land art.

## Biographie
Suzuki est connu dans le monde entier pour son art éphémère réalisé en pleine nature à l'aide de matériaux naturels trouvés sur place ou récupérés. Il les utilise afin de créer ses œuvres, faisant ressortir le caractère de celles-ci et de leur environnement. Ses œuvres ont été exposées tant dans son pays d’origine, le Japon, qu’en France, aux Pays-Bas, et en Grèce.

## Style artistique
Cet artiste travaille en plein air pour être au plus près de la nature. Bien qu’à l’occasion, il a réalisé des expositions dans des musées ou dans des galeries. Il utilise des ressources locales à la fois humaines (bénévoles et écoles) et techniques (matériaux naturels, savoir-faire). Il n’a pas comme intention d’imposer sa marque dans le paysage, mais de travailler avec et d'être ainsi en harmonie avec le monde naturel. Ses installations élémentaires et éphémères proposent un jeu entre la lumière et sa transformation par le mouvement. Il essaie de captiver tous les sens du visiteur entre la perception dite « naturelle » et l’activité humaine. Tehurisa Suzuki voyage beaucoup et crée des œuvres sur des lieux variés en répondant parfois à des commandes publiques.

## Expositions et installations

### Les différents lieux d'expositions en France
En France, ses œuvres sont ou ont été exposées, :
- 1982 : Atelier rue de Bercy, Paris.
- 1984 :
  -  Performance sur le chantier du palais omnisports de Bercy, Paris.
  -  Installation, quai du Port Saint-Bernard, Paris.

- 1985 : Atelier Ikuo, Paris.

- 1986 : “ 15 artistes Rue Keller ”, Galerie Keller, Paris.

- 1987 : “ Art Jonction International 87 ”, Nice.
- 1990 :
  - Atelier Grandjean, “ centenaire Van Gogh ”, Auvers-sur-Oise.
  - Ateliers d’artistes d’Auvers-sur-Oise, Auvers-sur-Oise.

- 1992 : Mairie de Parmain, “ Paysage, photos, sculptures ”, Parmain.
- 1993 :
  - Jardin japonais, Gare d’Auvers-sur-Oise.
  - Orangerie du château d’Auvers-sur-Oise.
  - Trace de Persée, France. C' est un disque noir tracé sur le sol représentant la trace laissée par une météorite.
- 1994 :
  - “ Nobi 1994 ”, Auvers-sur-Oise. La figure au sol reprend le dessin d'une boussole qui mesure 70 mètres de long.
  - Galerie d’Art Contemporain, Auvers-sur-Oise
  - Maison Boggio, Auvers-sur-Oise
  - " Racine ", France. C'est un cercle d'herbe surmonté d'une racine d'arbre dans lequel les eaux souterraines reflètent les racines et le ciel.

- 1995 :
  - Château de la Roche-Guyon, Conseil Général, La Roche-Guyon.
  - “ La larme noire ”[6], parc Van Gogh, Auvers-sur-Oise. C'est une œuvre dans laquelle la pluie tombe dans une ombrelle située en l'air puis s'écoule à travers un fil pour s'imprégner dans la terre. C'est pourquoi elle se nomme " La larme noire "

- 1996 :
  - Intervention en milieu scolaire, Land Art, Drac Loire Atlantique, Drac Île-de-France.
  - Galerie d’Art Contemporain, “ AAO ”, Auvers-sur-Oise.

- 1997 :
  - Dix jours de l’Art Contemporain, Valmondois.
  - Salon des artistes naturalistes, Muséum National d’Histoire Naturelle, Paris.
  - Année du Japon, Palais des Congrès, Paris.

- 1998 :
  - " Sommeil blanc ”, Auvers-sur-Oise
  - Galerie Nord-Est, Auvers-sur-Oise

- 2000 : “ Goutte d'orge ”, Château de Morsang-sur-Orge, Essonne. C'est une œuvre utilisant un arbre tombé lors de la tempête du 26 décembre.

- 2001 : 
  - Promenade dans l’art d’aujourd’hui, Château d’Auvers
  - " Trajectoire ", France. Cette œuvre suit les preuves du mouvement de la lumière.

- 2002 :
  - Promenade dans l’art d’aujourd’hui, Galerie d’art contemporain, Auvers
  - “ Scape ”, installation à la Chapelle de Cernay, Ermont.

- 2003 :
  - “ Transplant ”, installation in situ. Les Galeries Fugitives, Montgaudry, région du Perche.
  - Théâtre Pierre Fresney, Ermont.
  - Promenade dans l’art d’aujourd’hui, atelier Daubigny, Auvers
  - La villa Daumier, Valmondois

- 2004 : “ La charte de la terre – Land art ”, concours organisé par la Fondation de France. Franconville.

- 2005 :
  - " Maki roulé " ; résidence Aventure Land, Le Bois d’Arthieul, Magny-en-Vexin
  - Shelter, " Toucher terre " ; résidence Les Ateliers des Arques
  - Hommage à Vincent Van Gogh, Théâtre Pïerre Fresney, Ermont
- 2006/2007 : " Spin " [7] ; résidence Le Parc du Futuroscope. Il s'agit d'une sphère constituée de branchages installés sur une structure métallique[8].
- 2009 : " Capsule " Chalons-sur-Seine
- 2012 : " Kara " plage Saint Julien, Plouhinec. C'est un dôme composé de multiples cônes. Chacun de ces cônes fonctionnent comme un sténopé de l'intérieur de cette structure[9].
- 2013 : 
  - " Ovni ", résidence de l'Abbaye de Bon-Repos
  - " Kazé "[10],[11], Saint-Elix-d’Astarac dans le Bois de Larrouy. C’est une commande publique faite par Pays Portes de Gascogne. Kazé signifie « vent » en japonais. Cette sculpture faite à l’aide de branchages tressés représente un cyclone prisonnier de la forêt. Elle symbolise la force et la puissance du vent[12].
  - " Yané "[13], Villefranche d’Astarac. C’est aussi une commande publique faite par Pays Portes de Gascogne. Yané signifie « toit » en japonais. Cette œuvre représente un large éventail fait de bois se trouvant le long d’un chemin de randonnée. Ce toit est constitué d’un trou représentant un œil qui permet de regarder le village de Villefranche.

### Les œuvres et installations dans le monde
Expositions hors France :
- 1980 : Exposition collective. Musée d’Art Moderne de la ville de Tokyo

- 1981 : Galerie Takekawa “ Seirenkaï ”, Tokyo

- 1982 : Galerie Kindaï. Bijustsu Club “ -D ”, Tokyo

- 1983 :
  - Salon Indépendant International de Kanagawa, Japon
  - “ Water line ”, travail in situ. Plage de La Haye, Pays-Bas
  - Performance sur les plages de Mykonos et de Delos, Grèce

- 1987 : Teruhisa Suzuki, “ Germe ”, Centre Culturel de la ville de Shimizu, Japon

- 1988 : Maison de la culture Yoshimoto, Osaka

- 1992 : Art Projet, “ Tunnel route nationale no 1 ”, Shizuoka, Japon

- 1996 : Installation, gare d’Hiroshima

- 2001 : In situ Yahiko : dialogues, Nijata, Japon

- 2002 : Galerie municipale de Werden, Pays-Bas
- 2008 : " Dôme " près du sentier nommé Tsuta no hosomich à Utsunoya, Japon. C'est une structure faite à base de bambous et de feuillages, sa forme rappelle la silhouette des tunnels[14].
- 2010 : " To "  Shizuoka, Japon